# 四氢唑啉
四氢唑啉（国际非专有药名：Tetryzoline）是一种含氮有机化合物，化学式C13H16N2，可作为眼藥水和鼻喷雾剂成分，1959年开始医用。